# Chiesa dei Quattordici Santi Intercessori
La chiesa dei Santi 14 Intercessori (in tedesco Kirche zu den Vierzehn Nothelfern) è la parrocchiale a Riomolino (Mühlbach), frazione di Gais in provincia autonoma di Bolzano. Appartiene al decanato di Tures della diocesi di Bolzano-Bressanone e risale al XVI secolo.

## Storia
L'antico luogo di culto a Riomolino venne edificato nel XVI secolo e la sua solenne consacrazione fu celebrata il 27 settembre 1517.
L'altare maggiore fu consacrato nel 1686, e rispetta lo stile barocco dell'epoca.

## Descrizione

### Esterno
L'edificio è posto nell piccolo centro abitato di Riomolino nella zona dove si trova anche il cimitero della comunità. Si presenta in stile gotico e la facciata a capanna con due spioventi che formano un angolo acuto è semplice, con il portale d'accesso ad arco acuto e protetto da una tettoia che è larga quanto l'intera facciata che è sovrastato, in asse, da una finestra a lunetta che porta luce alla navata e da un affresco settecentesco che ritrae i titolari. La torre campanaria si erge in posizione arretrata, sul lato sinistro accanto all'abside. La cella campanaria si apre con quattro finestre a monofora e sotto c'è l'orologio. La copertura apicale ha forma di piramide acuta a base ottagonale.
Sulle pareti esterne è presente una Via Crucis di epoca barocca.

### Interno
La navata interna è unica con struttura a costoloni e riccamente decorata. La pala sull'altare maggiore è di particolare interesse artistico, con la raffigurazione dei Quattordici Santi Ausiliatori, installata nel 1825 ed attribuita al pittore Andreas Winkler von Taufers.